# شبيه متجه

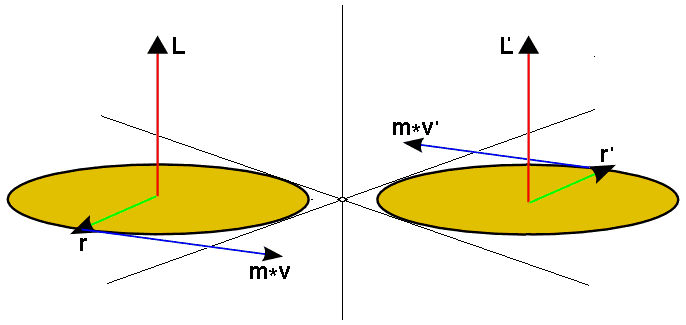
رسم توضيحي للزخم الزاوي كمتجه زائف يحافظ على اتجاهه عند انعكاس النقطة

في الفيزياء والرياضيات، شبيه المتجه (بالإنجليزية: Pseudovector)‏ (أو المتجه المحوري) هو كمية تُعَرَّف على أنها دالة لبعض المتجهات أو الأشكال الهندسية الأخرى، والتي تشبه المتجه، وتتصرف مثل المتجه في العديد من المواقف، ولكن تتغير إلى نقيضها إذا غُيرَّ اتجاه الفضاء، أو يُطبَّق تحول جامد معتل مثل الانعكاس على الشكل بأكمله. هندسيًا، يكون اتجاه شبيه المتجه عكس صورة المرآة، ولكن بنفس القدر. في المقابل، فإن انعكاس المتجه الحقيقي (أو القطبي) هو نفسه تمامًا مثل صورته المرآة.
في ثلاثة أبعاد، يكون دوران حقل متجه قطبي عند نقطة وحاصل الضرب التقاطعي لمتجهين قطبيين يكون شبيهي متجه.